# Islamul în Qatar
Islamul este religia majoritară în Qatar. Conform statisticilor aproximativ 77.5% din populație se declară de religie islamică.